# Monte Barigazzo, Pizzo d'Oca
Monte Barigazzo, Pizzo d'Oca este o arie protejată (arie specială de conservare — SAC, sit de importanță comunitară — SCI) din Italia întinsă pe o suprafață de 2.525 ha, integral pe uscat.

## Localizare
Centrul sitului Monte Barigazzo, Pizzo d'Oca este situat la coordonatele 44°37′04″N 9°47′29″E / 44.617778°N 9.791389°E.

## Înființare
Situl Monte Barigazzo, Pizzo d'Oca a fost declarat sit de importanță comunitară în iunie 1995 pentru a proteja 1 specie de plante și 16 specii de animale. Situl a fost protejat și ca arie specială de conservare în martie 2019.

## Biodiversitate
Situată în ecoregiunea continentală, aria protejată conține 16 habitate naturale: Grohotișuri calcaroase și de șisturi calcaroase de la nivelul montan până la nivelul alpin (Thlaspietea rotundifolii), Fânețe de joasă altitudine (Alopecurus pratensis, Sanguisorba officinalis), Pante stâncoase silicioase cu vegetație casmofită, Râuri de munte și vegetația lor lemnoasă cu Salix elaeagnos, Ape puternic oligomezotrofe cu vegetație bentonică cu Chara spp., Râuri cu maluri nămoloase cu vegetație de Chenopodion rubri p.p. și Bidention p.p., Păduri de Castanea sativa, Păduri de stejar alb estice, Pajiști uscate seminaturale și facies de acoperire cu tufișuri pe substraturi calcaroase (Festuco-Brometalia) (* situri importante pentru orhidee), Mlaștini turboase de tranziție și turbării mișcătoare, Râuri de munte și vegetația erbacee de pe malurile acestora, Formațiuni de Juniperus communis pe lande sau pajiști calcaroase, Grohotișuri termofile și vest-mediteraneene, Galerii de Salix alba și de Populus alba, Pajiști cu Molinia pe soluri calcaroase, turboase sau argilos-nămoloase (Molinion caeruleae), Păduri aluvionare cu Alnus glutinosa și Fraxinus excelsior (Alno-Padion, Alnion incanae, Salicion albae).
La baza desemnării sitului se află mai multe specii protejate:
- plante (1): Himantoglossum adriaticum
- păsări (4): caprimulg (Caprimulgus europaeus), sfrâncioc roșiatic (Lanius collurio), ciocârlie de pădure (Lullula arborea), viespar (Pernis apivorus)
- amfibieni (1): Triturus carnifex
- mamifere (1): lupul (Canis lupus)
- nevertebrate (5): Austropotamobius pallipes, croitorul mare al stejarului (Cerambyx cerdo), Euplagia quadripunctaria, rădașcă (Lucanus cervus), Rosalia alpina
- pești (5): Barbus caninus, Barbus plebejus, Cobitis bilineata, Protochondrostoma genei, Telestes muticellus

Pe lângă speciile protejate, pe teritoriul sitului au mai fost identificate 11 specii de plante, 6 specii de amfibieni, 10 specii de mamifere, 1 specie de nevertebrate, 4 specii de reptile.